# Lester Johnson

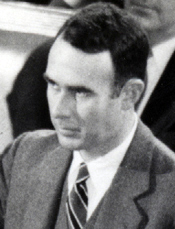
Lester Johnson (1954)

Lester Roland Johnson (* 16. Juni 1901 in Brandon, Fond du Lac County, Wisconsin; † 24. Juli 1975 in Augusta, Wisconsin) war ein US-amerikanischer Politiker. Zwischen 1953 und 1965 vertrat er den Bundesstaat Wisconsin im US-Repräsentantenhaus.

## Werdegang
Lester Johnson besuchte die öffentlichen Schulen seiner Heimat und danach zwischen 1919 und 1921 das Lawrence College. Anschließend studierte er bis 1924 Wirtschaft und Handel an der University of Wisconsin. Zwischen 1924 und 1938 arbeitete Johnson zusammen mit seinem Vater in der Holzbranche sowie im Kohle- und Saatguthandel. Zwischen 1935 und 1939 war er auch leitender Verwaltungsangestellter in der Wisconsin State Assembly. Nach einem Jurastudium an der University of Wisconsin und seiner im Jahr 1941 erfolgten Zulassung als Rechtsanwalt begann er in Black River Falls in seinem neuen Beruf zu arbeiten. Zwischen 1943 und 1946 sowie nochmals im Jahr 1953 war er Bezirksstaatsanwalt im Jackson County.
Politisch war Johnson Mitglied der Demokratischen Partei. In den Jahren 1952 und 1960 war er Delegierter zu den jeweiligen Democratic National Conventions. Nach dem Tod des Kongressabgeordneten Merlin Hull wurde er bei der fälligen Nachwahl für den neunten Sitz von Wisconsin als dessen Nachfolger in das US-Repräsentantenhaus in Washington, D.C. gewählt, wo er am 13. Oktober 1953 sein neues Mandat antrat. Nach sechs Wiederwahlen konnte er bis zum 3. Januar 1965 im Kongress verbleiben. In diese Zeit fielen die Bürgerrechtsbewegung und der Beginn des Vietnamkrieges. Damals wurden auch der 23. und der 24. Verfassungszusatz verabschiedet.
1964 verzichtete Johnson auf eine erneute Kandidatur für den Kongress. In den folgenden Jahren zog er sich aus der Politik zurück. Er starb am 24. Juli 1975 in Augusta und wurde in seinem Geburtsort Brandon beigesetzt.